# حشره‌خوار گوش‌گرد نامیب
حشره‌خوار گوش‌گرد نامیب (نام علمی: Macroscelides flavicaudatus) نام یک گونه از سرده حشره‌خوارهای گوش‌گرد است. این پستاندار در مرکز بیابان نامیب و جنوب نامیبیا دیده می‌شود.